# Grégoire Jacq
Grégoire Jacq (ur. 9 listopada 1992 w Clermont-Ferrand) – francuski tenisista.

## Kariera tenisowa
Najwyżej sklasyfikowany był na 332. miejscu (29 października 2018) w singlu oraz na 210. (14 sierpnia 2017) w deblu.
W 2017 roku zadebiutował w imprezie Wielkiego Szlema podczas deblowego turnieju Rolanda Garrosa. Jego partnerem był wówczas Hugo Nys. Para odpadła w pierwszej rundzie po porażce z duetem Jan-Lennard Struff–Mischa Zverev.